# Kaciîn, Kamin-Kașîrskîi
Kaciîn (în ucraineană Качин) este localitatea de reședință a comunei Kaciîn din raionul Kamin-Kașîrskîi, regiunea Volînia, Ucraina.

## Demografie
Componența lingvistică a localității Kaciîn
     Ucraineană (99,89%)
     Alte limbi (0,11%)
Conform recensământului din 2001, majoritatea populației localității Kaciîn era vorbitoare de ucraineană (99,89%), existând în minoritate și vorbitori de alte limbi.